# لارنس کوک (کریکت باز)
لارنس کوک (انگلیسی: Lawrence Cook; ۲۸ مارس ۱۸۸۴ – ۲ دسامبر ۱۹۳۳) بازیکن کریکت بود.
از باشگاه‌هایی که در آن بازی کرده‌است می‌توان به اشاره کرد.